# Montalbán (Montalbán)
Pour les articles homonymes, voir Montalbán (homonymie).
Montalbán est l'unique paroisse civile de la municipalité de Montalbán dans l'État de Carabobo au Venezuela. Sa capitale est Montalbán.

## Géographie

### Démographie
La paroisse civile, outre sa capitale Montalbán, comporte plusieurs autres localités :
- Aguirre
- Aguirre Abajo
- Las Matas
- Mocundo
- Montalbán
- Sabaneta